# Belleneuve
Belleneuve ist eine französische Gemeinde mit 1.575 Einwohnern (Stand 1. Januar 2022) im Département Côte-d’Or in der Region Bourgogne-Franche-Comté. Sie gehört zum Arrondissement Dijon und zum Kanton Saint-Apollinaire.

## Geographie
Das Flüsschen Albane durchquert das Gemeindegebiet und entwässert zur Bèze.
Umgeben wird Belleneuve von den Gemeinden Magny-Saint-Médard und Savolles im Norden, von Cuiserey im Osten, von Binges im Süden und von Saint-Julien im Nordwesten.

## Bevölkerungsentwicklung
| Jahr                       | 1962 | 1968 | 1975 | 1982 | 1990 | 1999 | 2008 | 2012 | 2019 |
| Einwohner                  | 232  | 243  | 845  | 1501 | 1398 | 1398 | 1419 | 1633 | 1618 |
| Quellen: Cassini und INSEE |      |      |      |      |      |      |      |      |      |